# Ansu Fati
Anssumane "Ansu" Fati Viera (født 31. oktober 2002) er en spansk fodboldspiller, der spiller venstre fløj for den engelske Premier League-klub Brighton & Hove udlejet fra den spanske La Liga-klub FC Barcelona. Ansu Fati er født i Guinea-Bissau, men har valgt at repræsentere Spanien.

## Historie
Ansu Fati debuterede den 25. august 2019 mod Real Betis i en alder af bare 16 år og 289 dage og blev dermed den 3. yngste spiller til at repræsentere FC Barcelona.
Den 31. oktober 2019 scorede Ansu Fati sit første mål for FC Barcelona i en 2-2-udekamp mod Osasuna. Han blev dermed den yngste målscorer nogensinde for FC Barcelonas førstehold og den tredje yngste spiller i La Ligas historie.